# 20300 Арджунсурі
20300 Аржунсурі (1998 FE84, 1980 BJ2, 1980 DU1, 1989 SG6, 2000 US90, 20300 Arjunsuri) — астероїд головного поясу, відкритий 24 березня 1998 року.
Тіссеранів параметр щодо Юпітера — 3,554.